# Bonnefantenmuseum
Bonnefantenmuseum är ett konstmuseum i Maastricht i Nederländerna.
Bonnefantenmuseum grundades 1884 som provinsen Limburgs historiska och arkeologiska museum. Namnet kommer från franskans bons enfants, det folkliga namnet på det tidigare kloster som inhyste museet mellan 1951 och 1978. 
År 1995 flyttade museet in i nuvarande byggnad i det tidigare industriområdet Céramique, ritad av Aldo Rossi. Den har en raketliknande kupol, ligger vid floden Maas och är en av stadens mest framträdande byggnader. 
Museet är sedan 1999 enbart ett konstmuseum. Det finansieras i huvudsak av provinsen Limburg.

## Samlingar
Museet har samlingar av både äldre konst och samtida konst. Avdelningen för äldre konst har samlingar i första våningen, vilka innehåller målningar från Italien, Flandern och Nederländerna samt en stor samling medeltida skulptur. Den samtida konsten representerar framför allt minimalism från USA, italiensk arte povera och konceptkonst.

## Fotogalleri

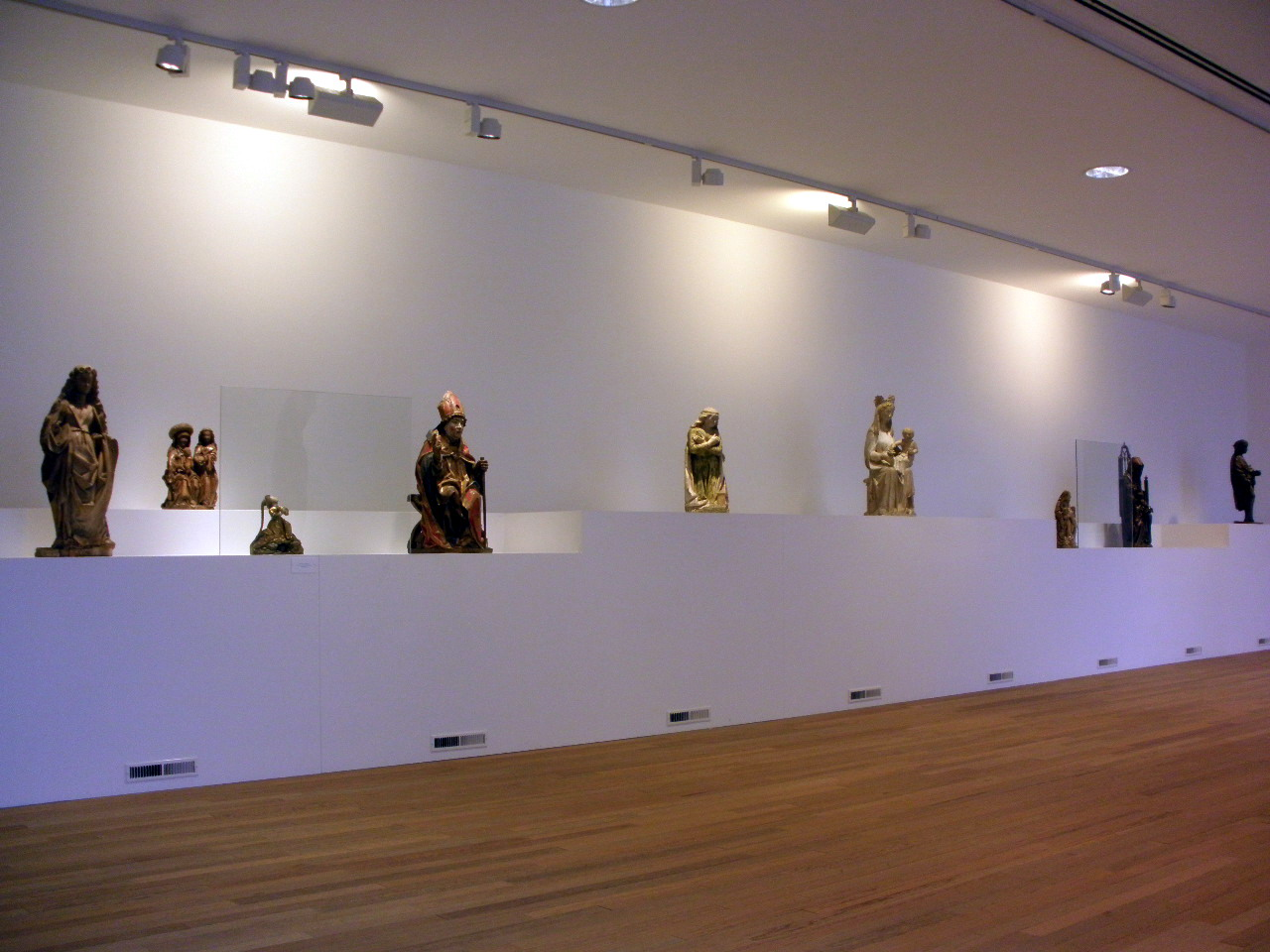
Utställning av medeltida skulptur
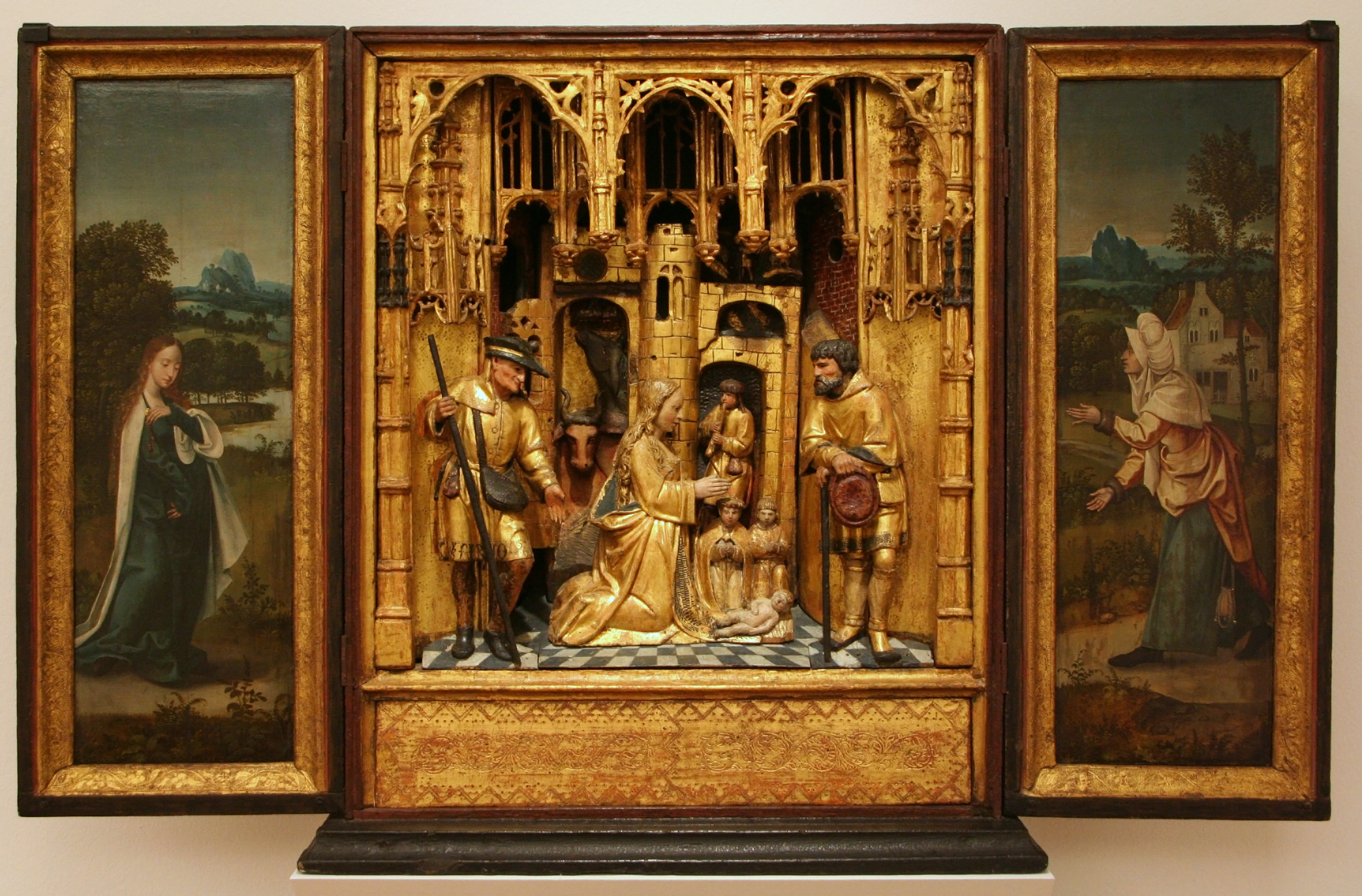
Tryptich. Antwerpen (?), 1518.
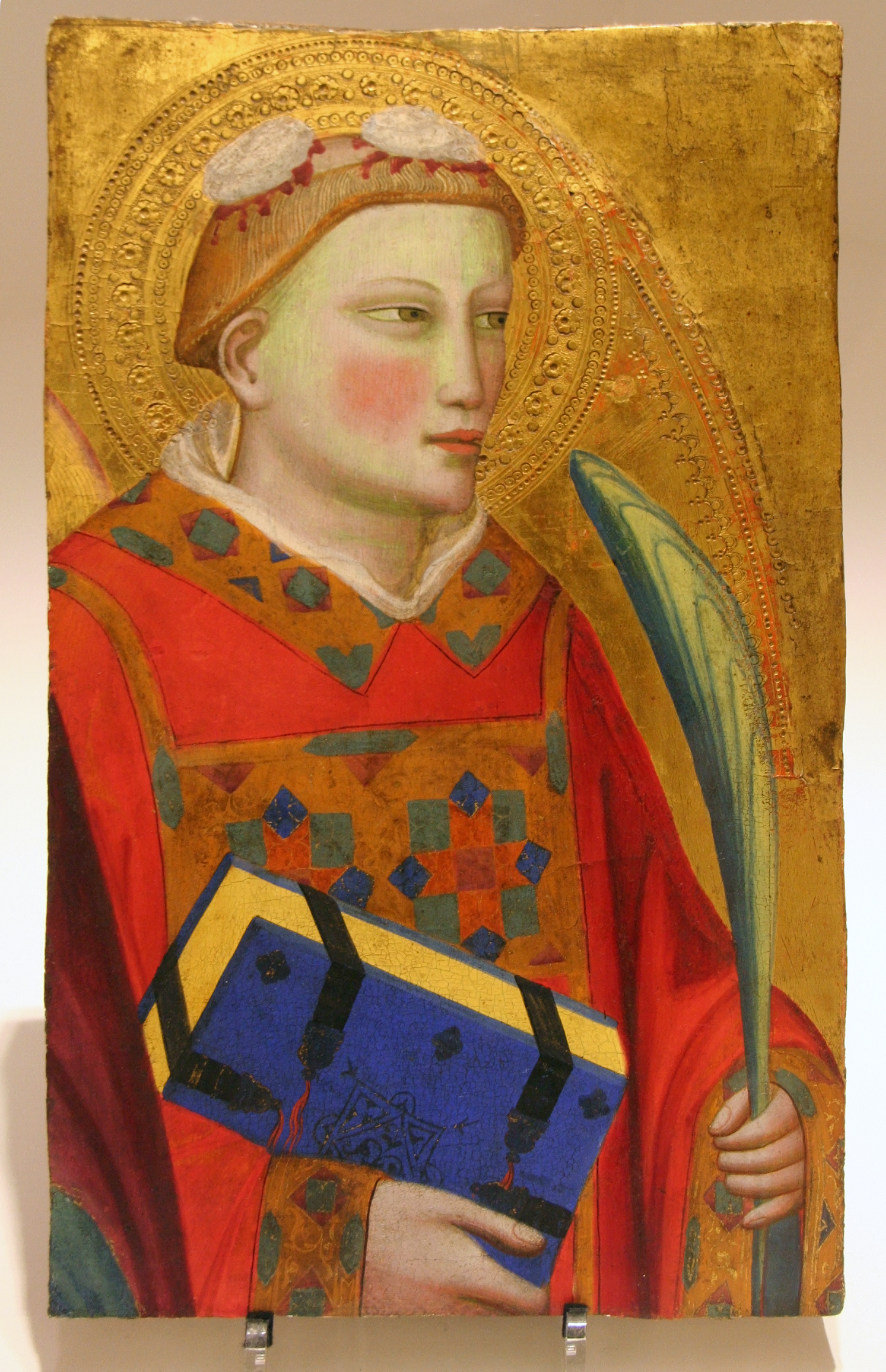
Saint Stephen (före 1399), Giovanni del Biondo
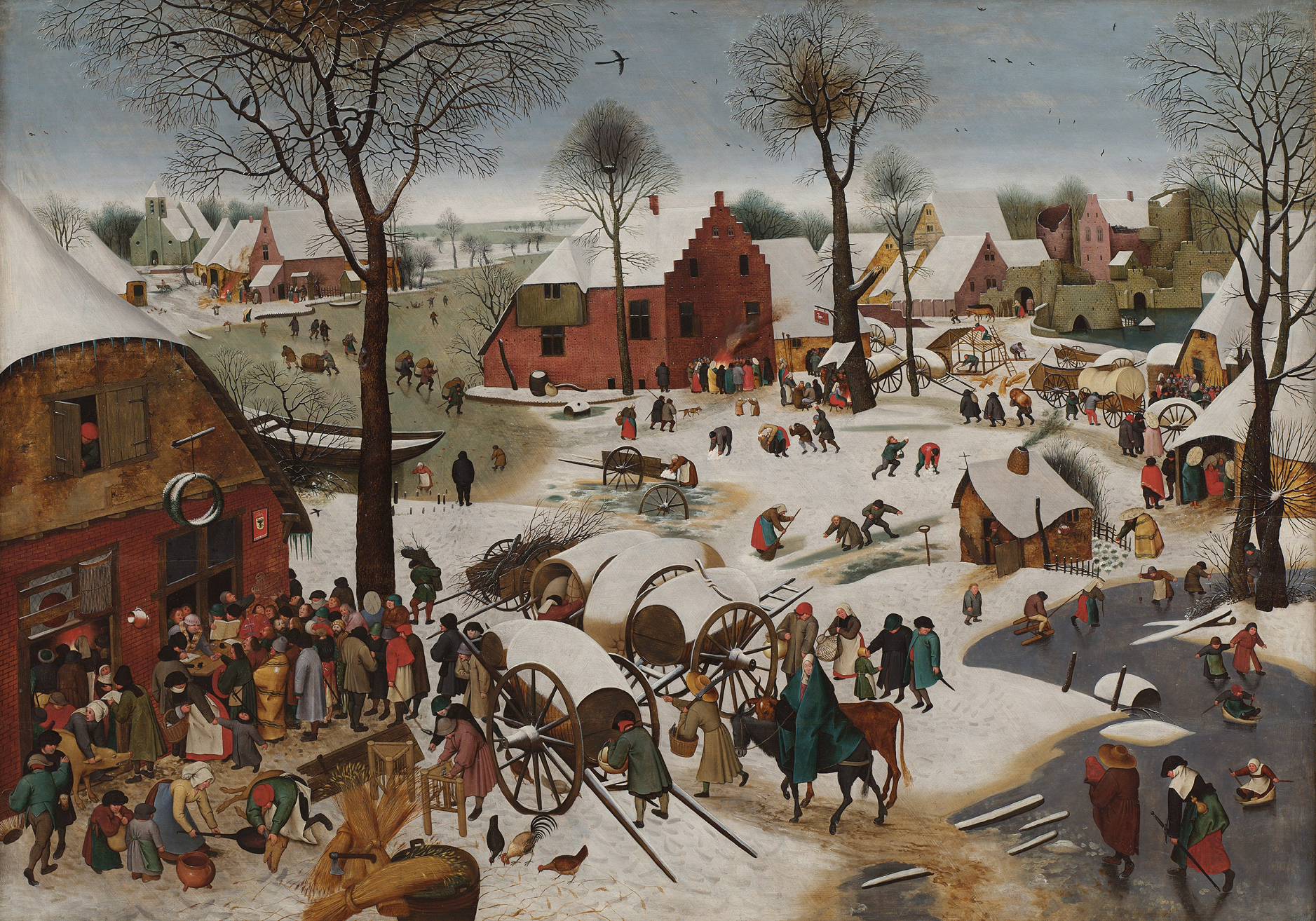
Census in Bethlehem (omkring 1605-10), Pieter Bruegel den yngre
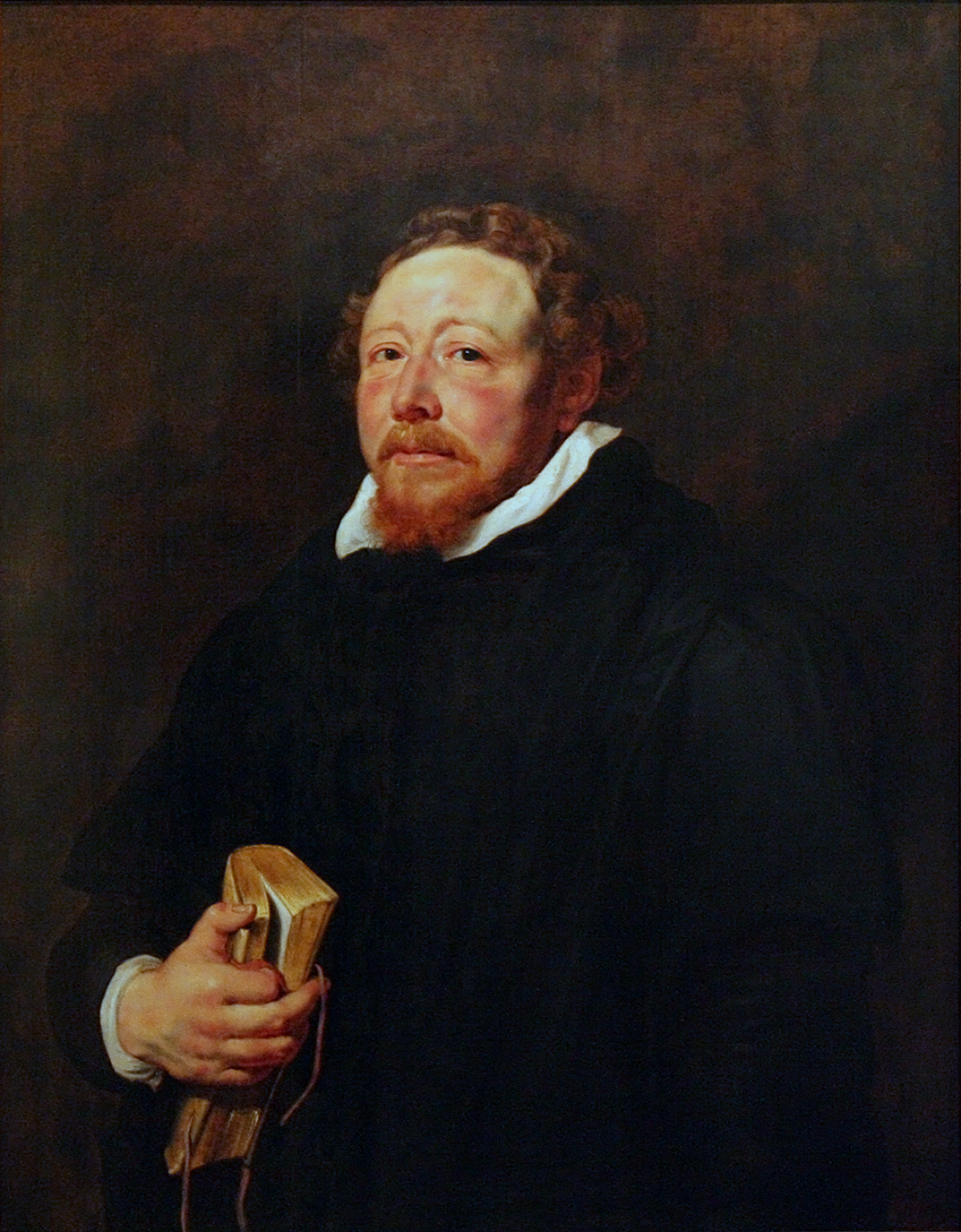
Porträtt av fader Jan Neyen (1607), Peter Paul Rubens
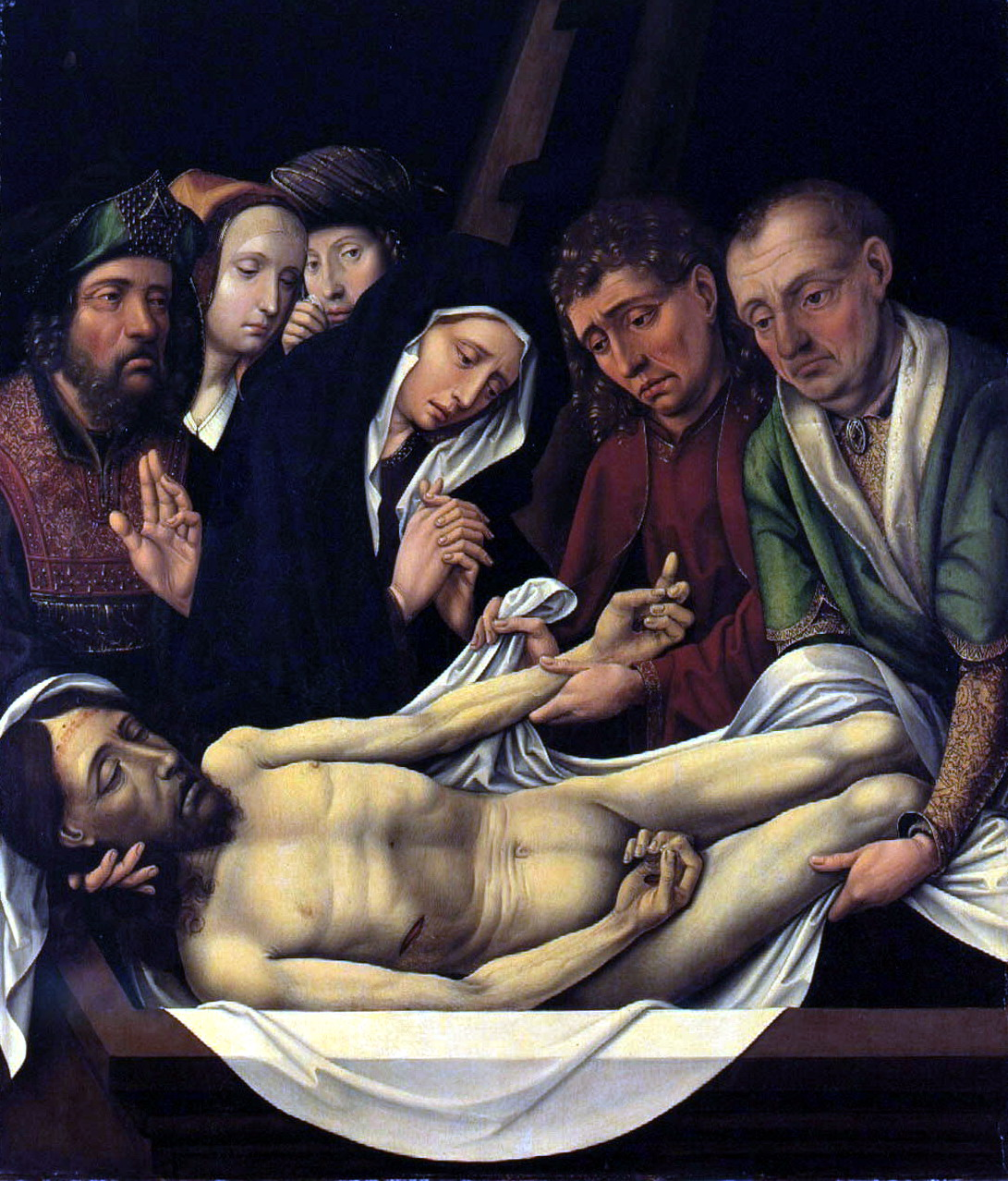
Gravsättning (omkring 1505), Colijn de Coter
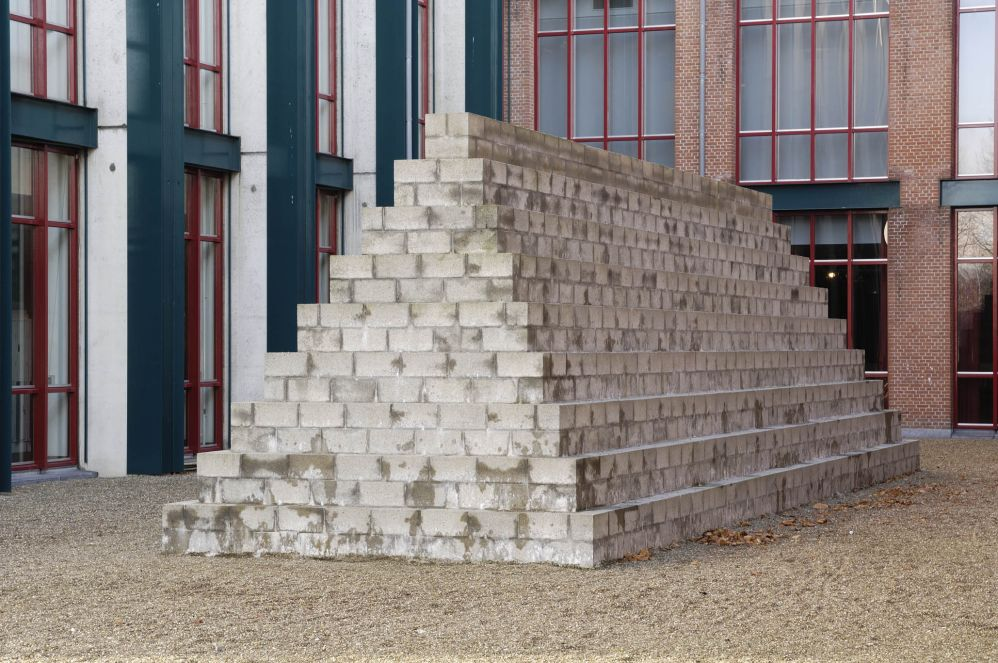
Long Pyramid (1994), Sol LeWitt